# Laisse-moi rêver
Pour plus de détails, voir Fiche technique et Distribution.
Laisse-moi rêver est un film français réalisé par Robert Ménégoz et sorti en 1979.

## Fiche technique
- Titre : Laisse-moi rêver
- Titre alternatif : Drôles de diam's (ressortie)
- Réalisation : Robert Ménégoz
- Assistant réalisateur : Didier Pourcel
- Scénario : Claude Jaeger, Robert Ménégoz et Jean-Luc Voulfow
- Photographie : Bernard Lutic
- Montage : Victoria Mercanton
- Musique : Jean Musy
- Son : Luc Perini
- Décors : Jean-Baptiste Poirot
- Producteur délégué :Claude Jaeger
- Directeurs de production : Robert Dupuy, Christine Gozlan
- Production : FR3 Cinéma, Procinex
- Pays de production :  France
- Genre : Comédie
- Durée : 95 minutes (1 h 35)
- Dates de sortie : 
  - France : 12 septembre 1979 (première sortie) ; 18 juin 1980 (ressortie)

## Distribution
- Michel Galabru : Charles
- Myriam Boyer : Françoise
- Roger Mirmont : Bob
- Patrick Chesnais : Paul Marchois
- Nadine Guérin : Nadine
- Henry Courseaux : Pierrot
- Roger Riffard : Me Chopard, huissier de justice
- Jacques Lalande : Segal
- Jean-Pierre Rambal : un employé des pompes funèbres
- Catherine Aiemerton
- Jean-Pierre Barlier : le clerc
- Françoise Bertin
- François Borysse : le client de l'huissier
- Jean-Claude Bouillaud : le pompier
- Bernard Constant : l'homme-orchestre dans le métro
- Martial Deschamps
- Philippe Dehesdin
- Denis Despres
- Jacques Disses
- Danielle Duvivier
- Luce Fabiole : Mme Vincent
- Viviane Gosset : Mme Henriette
- Mariannick Hervé
- Aurora Maris
- Jean-Jacques Nicoli
- Roger Trapp : un employé des pompes funèbres
- Marianne Valentin